# Бражник туранговый
Бражник туранговый (Laothoe philerema) — вид ночных бабочек из семейства бражников (Sphingidae).

## Описание и биология

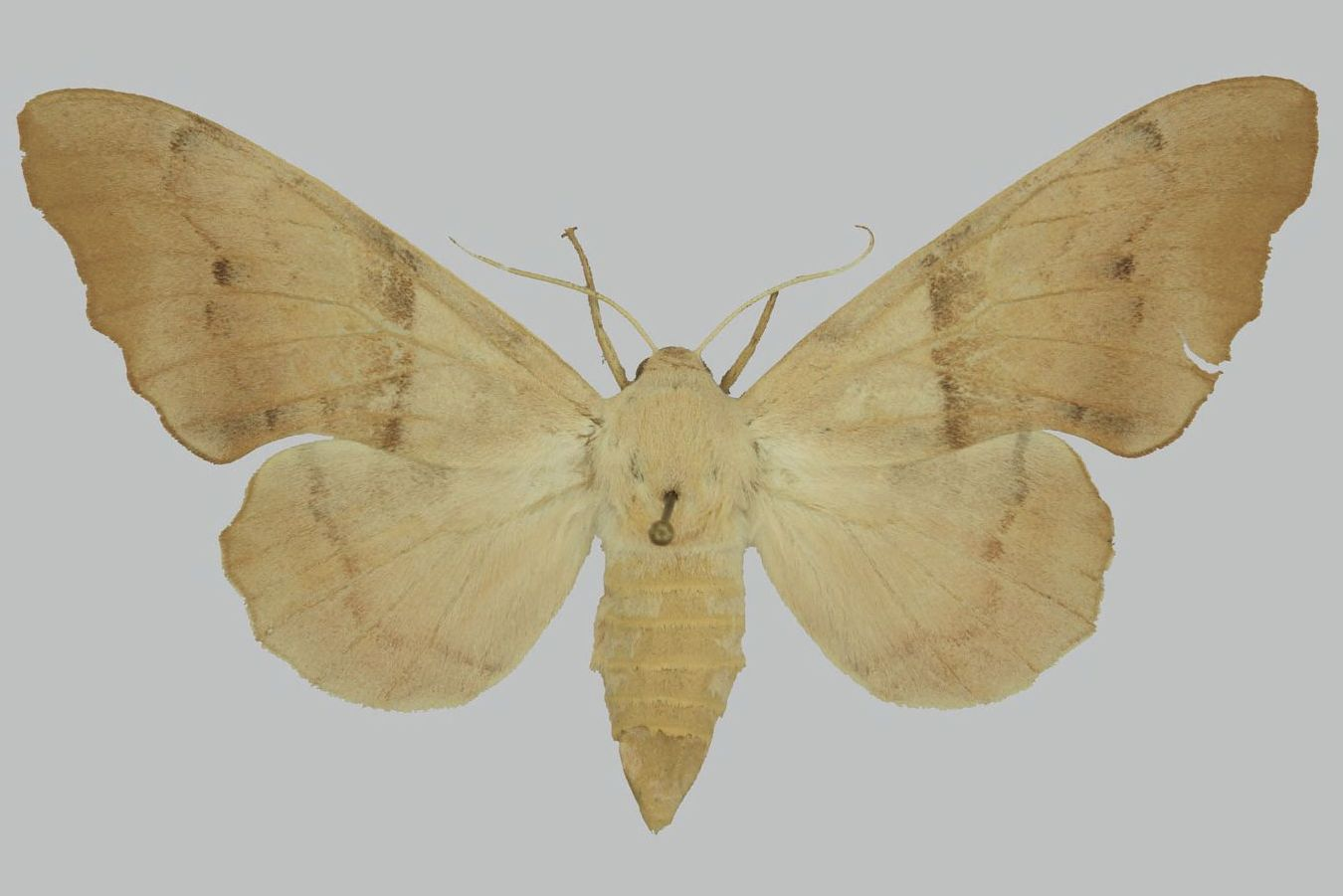
Самка

Размах крыльев 80—120 мм. В год развивается два или три поколения. Время лёта приходится на конец апреля и с конца июня по август. Гусеницы длиной 65—75 мм, питаются на тополе подрода Turanga, в частности Тополь сизый.

## Ареал и местообитание
Эндемик пустынь Средней Азии (Восточный Туркменистан, юг Узбекистана, Таджикистан и восток Афганистана) с ареалом, разорванным на отдельные участки. Встречается локально и редко. В Казахстане известно достоверно только одно место обитания — пойма река Или у Капчагайского водохранилища. Ареал вида сокращается.
Обитает в тугайных пойменных лесах, зарослях туранги, расположенных вдоль рек на высотах 200—500 м. н.у.м.

## Подвиды
- Laothoe philerema philerema
- Laothoe philerema witti Eitschberger, Danner & Surholt, 1998 (Афганистан)

## Охрана
Включен в Красную книгу Казахстана.